# Station Boondaal
Station Boondaal (Frans: Boondael) is een spoorweghalte en tramhalte langs spoorlijn 26 (Schaarbeek - Halle) in de wijk Boondaal in het zuiden van de Belgische gemeente Elsene in het Brusselse.
Het station ligt onder het straatniveau en wordt drie keer per uur aangedaan door een stoptrein van de verbinding Halle-Vilvoorde(-Mechelen). Op het straatniveau, op de brug over de sporen en verder, liggen het eindpunt (een derde spoor) van tramlijn 25 en de reguliere halte van tramlijn 8. Het eindpunt van tramlijn 25 ligt hier vooral omdat Boondaal in de toekomst een GEN-station zal worden.

## Treindienst
| Serie | Treinsoort | Route | Bijzonderheden |
| ----- | ---------- | --- | --- |
| S 5   | GEN (NMBS) | [ Geraardsbergen – ] Edingen – Halle – Boondaal – Brussel-Schuman – Vilvoorde – Mechelen                          | Rijdt in de spits van/naar Geraardsbergen. Rijdt in het weekend tussen Halle en Mechelen. Rijdt tijdens de vakantieperiode 1x/u enkel tussen Halle en Mechelen. |
| S 7   | GEN (NMBS) | Halle – Boondaal – Merode – Vilvoorde                                                                             | Rijdt alleen op werkdagen. |
| S 9   | GEN (NMBS) | Landen – Leuven – Brussel-Schuman – Boondaal – Nijvel                                                             | Rijdt alleen op werkdagen. |
| S 19  | GEN (NMBS) | [ Leuven – ] Brussels Airport-Zaventem – Brussel-Luxemburg – Boondaal – Eigenbrakel – Nijvel – Charleroi-Centraal | Rijdt in het weekend tussen Leuven en Nijvel. |

## Galerij

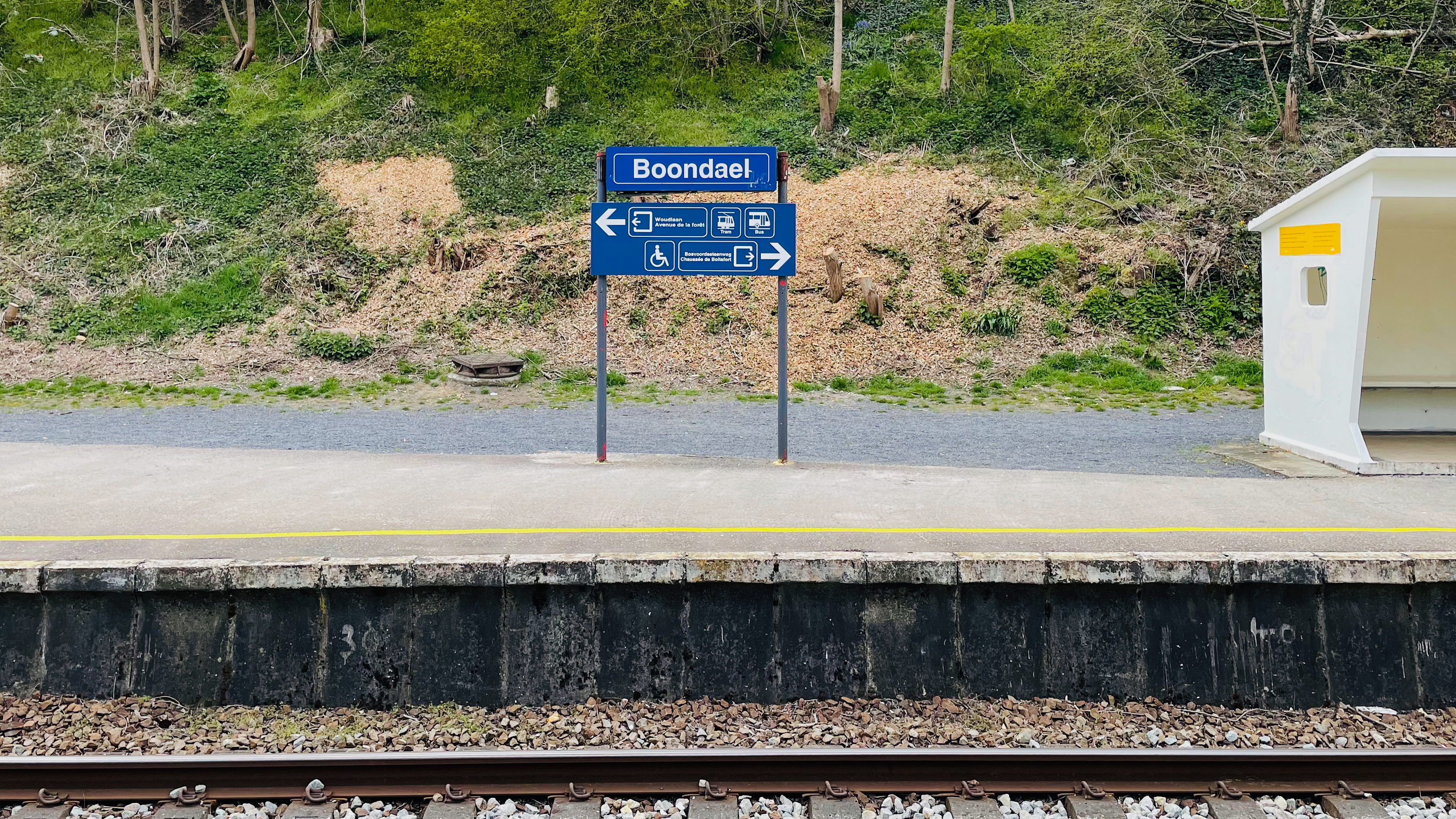
Naambord op een perron
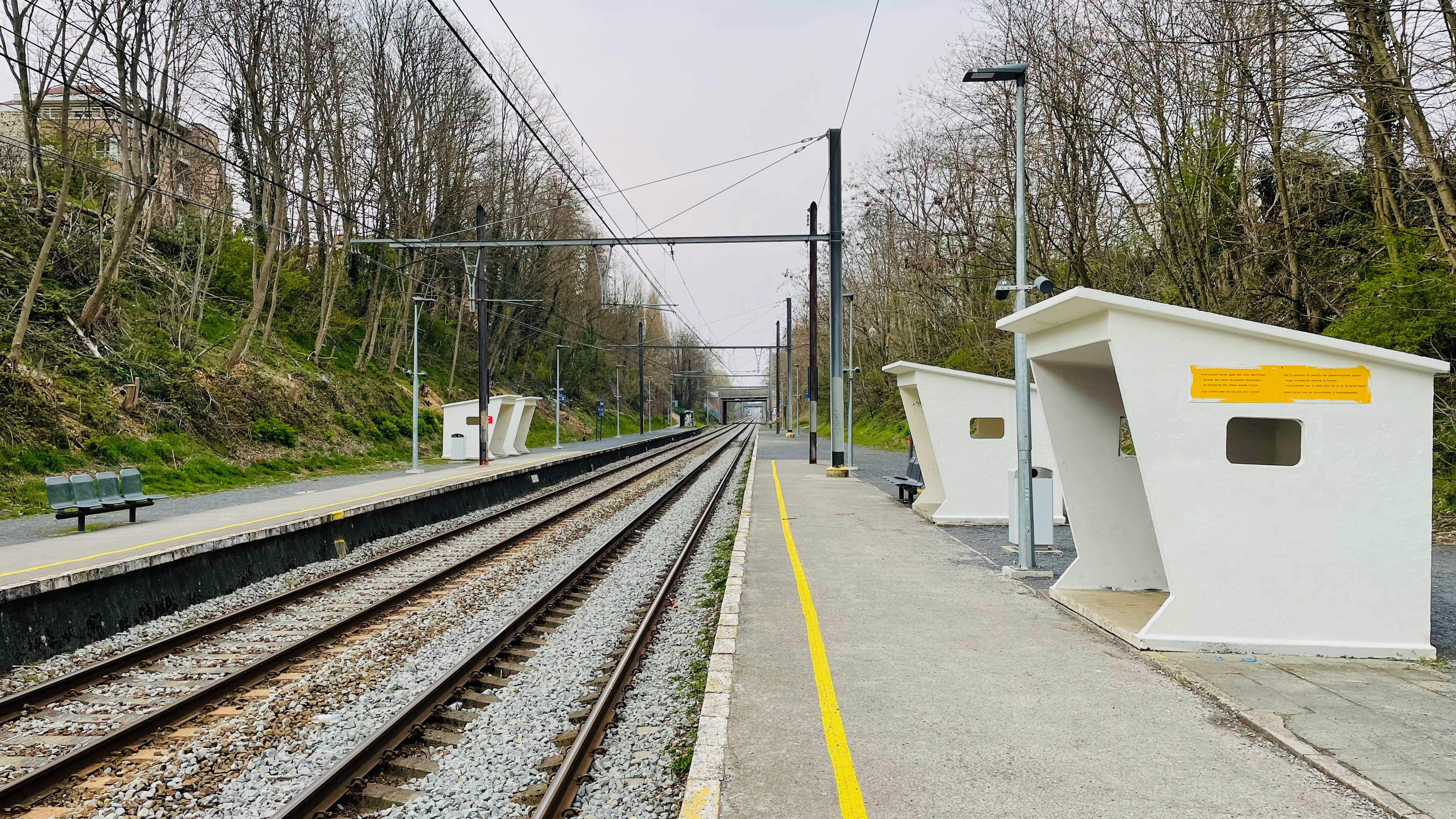
Zicht op de perrons

## Reizigerstellingen
De grafiek en tabel geven het gemiddeld aantal instappende reizigers weer op een week-, zater- en zondag.
| Tabel: aantal instappende reizigers station Boondaal | Tabel: aantal instappende reizigers station Boondaal | Tabel: aantal instappende reizigers station Boondaal | Tabel: aantal instappende reizigers station Boondaal |
|                                                      | Weekdag                                              | Zaterdag                                             | Zondag                                               |
| ---------------------------------------------------- | ---------------------------------------------------- | ---------------------------------------------------- | ---------------------------------------------------- |
| 1977                                                 | 180                                                  | -                                                    | -                                                    |
| 1978                                                 | 208                                                  | -                                                    | -                                                    |
| 1979                                                 | 198                                                  | -                                                    | -                                                    |
| 1980                                                 | 190                                                  | -                                                    | -                                                    |
| 1981                                                 | 203                                                  | -                                                    | -                                                    |
| 1982                                                 | 256                                                  | -                                                    | -                                                    |
| 1983                                                 | 143                                                  | -                                                    | -                                                    |
| 1984                                                 | 137                                                  | -                                                    | -                                                    |
| 1985                                                 | 131                                                  | -                                                    | -                                                    |
| 1986                                                 | 111                                                  | -                                                    | -                                                    |
| 1987                                                 | 103                                                  | -                                                    | -                                                    |
| 1988                                                 | 147                                                  | -                                                    | -                                                    |
| 1989                                                 | 177                                                  | -                                                    | -                                                    |
| 1990                                                 | 159                                                  | -                                                    | -                                                    |
| 1991                                                 | 173                                                  | -                                                    | -                                                    |
| 1992                                                 | 189                                                  | -                                                    | -                                                    |
| 1993                                                 | 200                                                  | -                                                    | -                                                    |
| 1994                                                 | 447                                                  | -                                                    | -                                                    |
| 1995                                                 | 442                                                  | -                                                    | -                                                    |
| 1996                                                 | 551                                                  | -                                                    | -                                                    |
| 1997                                                 | 611                                                  | -                                                    | -                                                    |
| 1998                                                 | 557                                                  | -                                                    | -                                                    |
| 1999                                                 | 505                                                  | -                                                    | -                                                    |
| 2000                                                 | 630                                                  | -                                                    | -                                                    |
| 2001                                                 | 595                                                  | -                                                    | -                                                    |
| 2002                                                 | 596                                                  | -                                                    | -                                                    |
| 2003                                                 | 621                                                  | -                                                    | -                                                    |
| 2004                                                 | 769                                                  | -                                                    | -                                                    |
| 2005                                                 | 803                                                  | -                                                    | -                                                    |
| 2006                                                 | 868                                                  | -                                                    | -                                                    |
| 2007                                                 | 816                                                  | -                                                    | -                                                    |
| 2008                                                 | -                                                    | -                                                    | -                                                    |
| 2009                                                 | 962                                                  | -                                                    | -                                                    |
| 2010                                                 | -                                                    | -                                                    | -                                                    |
| 2011                                                 | -                                                    | -                                                    | -                                                    |
| 2012                                                 | 839                                                  | -                                                    | -                                                    |
| 2013                                                 | 1 009                                                | -                                                    | -                                                    |
| 2014                                                 | 927                                                  | -                                                    | -                                                    |
| 2015                                                 | 860                                                  | -                                                    | -                                                    |
| 2016                                                 | 889                                                  | -                                                    | -                                                    |
| 2017                                                 | 1 042                                                | -                                                    | -                                                    |
| 2018                                                 | 1 133                                                | 244                                                  | 121                                                  |
| 2019                                                 | 1 106                                                | 129                                                  | 103                                                  |
| 2020                                                 | 730                                                  | 179                                                  | 106                                                  |
| 2021                                                 | -                                                    | -                                                    | -                                                    |
| 2022                                                 | 1 433                                                | 350                                                  | 272                                                  |
| 2023                                                 | 929                                                  | 119                                                  | 116                                                  |
| 2024                                                 | 1 009                                                | 178                                                  | 159                                                  |

## zie ook
- Lijst van spoorwegstations in het Brussels Hoofdstedelijk Gewest

Anderlecht · 
Arcaden · 
Bockstael · 
Boondaal · 
Bordet · 
Bosvoorde · 
Brussel-Centraal · 
Brussel-Congres · 
Brussel-Groendreef · 
Brussel-Kapellekerk · 
Brussel-Luxemburg · 
Brussel-Noord · 
Brussel-Schuman · 
Brussel-West · 
Brussel-Zuid · 
Delta · 
Diesdelle · 
Etterbeek · 
Evere · 
Ganshoren · 
Haren · 
Haren-Zuid · 
Jette · 
Josaphat · 
Koninklijk Station · 
Koninklijke Sint-Mariastraat · 
Kuregem · 
Laken · 
Leuvensesteenweg · 
Meiser · 
Merode · 
Moensberg · 
Mouterij · 
Paleisstraat · 
Rogierstraat · 
Schaarbeek · 
Schaarbeek-Josaphat · 
Simonis · 
Sint-Agatha-Berchem · 
Sint-Job · 
Thurn en Taxis · 
Thurn en Taxis (Goederen) · 
Ukkel-Kalevoet · 
Ukkel-Stalle · 
Vorst-Oost · 
Vorst-Zuid · 
Watermaal · 
Wetstraat · 
Zoniënwoud
0,0: Schaarbeek ·
4,0: Haren ·
4,7: Bordet ·
5,8: Evere ·
6,3: Schaarbeek-Josaphat ·
8,6: Meiser ·
9,9: Merode ·
11,2: Delta ·
12: Arcaden ·
14,7: Boondaal ·
15: Diesdelle ·
16,2: Sint-Job ·
19,7: Moensberg ·
21,4: Beersel ·
24,6: Huizingen ·
28,6: Halle